# Cyrestis latimargo
Cyrestis latimargo är en fjärilsart som beskrevs av Otto Staudinger 1896. Cyrestis latimargo ingår i släktet Cyrestis och familjen praktfjärilar. Inga underarter finns listade i Catalogue of Life.